# چهار سوار سرنوشت (فیلم ۱۹۶۲)
چهار سوار آخرالزمان (چهار سوار سرنوشت ) (انگلیسی: Four Horsemen of the Apocalypse) فیلمی به کارگردانی وینسنت مینلی است که در سال ۱۹۶۲ منتشر شد.
این فیلم، اقتباسی از رمان چهار سوار سرنوشت (۱۹۱۶) اثر ویسنته بلاسکو ایبانز است.

## بازیگران
- گلن فورد
- اینگرید تولین
- شارل بوآیه
- لی جی. کاب
- پل لوکاس
- هاینز بوم
- ایوت میمی‌یو
- مارسل هیلر